# HD 120084
HD 120084 är en ensam stjärna belägen i den mellersta delen av stjärnbilden Lilla björnen. Den har en  skenbar magnitud av ca 5,91 och är svagt synlig för blotta ögat där ljusföroreningar ej förekommer. Baserat på parallax enligt Gaia Data Release 2 på ca 9,7 mas, beräknas den befinna sig på ett avstånd på ca 337 ljusår (ca 103 parsek) från solen. Den rör sig närmare solen med en heliocentrisk radialhastighet på ca -9 km/s.

## Egenskaper
HD 120084 är en gul till vit jättestjärna av spektralklass G7 III. Den har en massa som är ca 2,4 solmassor, en radie som är ca 9 solradier och har ca 44 gånger solens utstrålning av energi från dess fotosfär vid en effektiv temperatur av ca 4 900 K.

## Planetsystem
En exoplanet med minst 4,5 gånger Jupiters massa och en mycket excentrisk bana med en excentricitet på 0,66, upptäcktes 2013 genom användning av metoden för mätning av radiell hastighet. Med ett genomsnittligt avstånd på 4,5 AE från moderstjärnan har denna planet en av de mest excentriska banor som upptäckts.
| Planet | Massa     | Halv storaxel (AE) | Siderisk omloppstid (d) | Excentricitet | Inklination | Radie |
| ------ | --------- | ------------------ | ----------------------- | ------------- | ----------- | ----- |
| b      | ≥4,5 ± MJ | 4,3 ± 0,02         | 2 082 ± 24              | 0,66 ± 0,10   | -           | -     |